# گندهرا
گندهرا (به انگلیسی: Gandhera) یک شهرک در پاکستان است که در شهرستان چهارسده واقع شده‌است.